# Rapsodie ungheresi

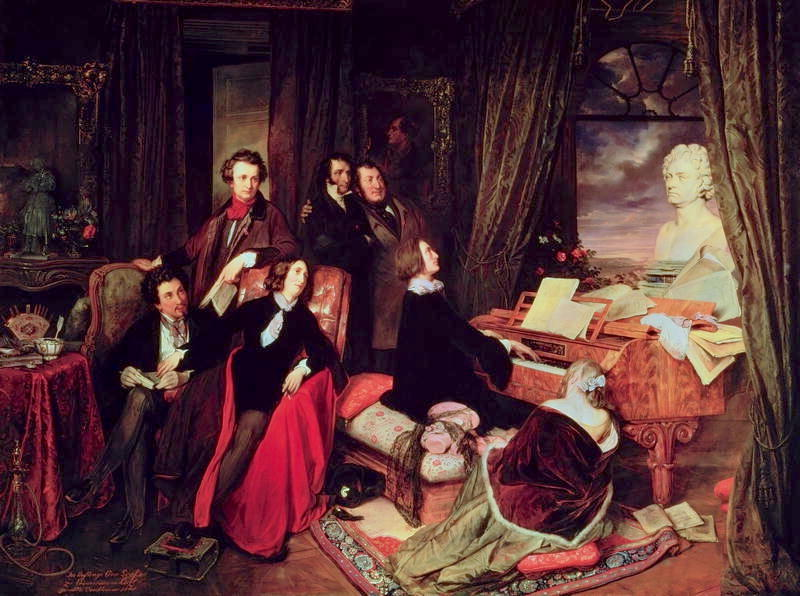
Franz Liszt al pianoforte all'epoca delle Rapsodie Ungheresi

Le Rapsodie Ungheresi (S. 244) sono una raccolta di 19 brani per pianoforte composti da Franz Liszt. 
Hanno una forma libera ispirata ai moti patriottici ungheresi del 1848. Sei rapsodie sono poi state riadattate dallo stesso autore per orchestra e alcune di esse sono brani diventati celebri, come le n. 2, 6, 9, 12, 14 (Fantasia Ungherese), 15 (Marcia Rákóczi) e 19.

## Caratteristiche generali
Liszt scrisse questa raccolta di opere tra gli anni 1846-1853 e poi più tardi negli anni 1882-1885, in onore dei moti rivoluzionari del democratico Lajos Kossuth per l'indipendenza dell'Ungheria dall'Austria. Le prime 15 vennero eseguite per la prima volta nel 1853, mentre le altre 4 tra il 1882 e il 1885. In questa composizione Liszt mostra tutta la sua capacità virtuosistica: in esse possiamo notare i contrasti tra modi e sonorità, i periodi di calma e di turbolenza e le forme libere che danno una sorprendente libertà di esposizione dei temi.
Lo stesso compositore adattò l'opera per tre diversi organici: orchestra, due pianoforti e trio.

## La forma
Liszt si ispirò ad alcune canzoni popolari che aveva ascoltato nella nativa Ungheria. La struttura di questi brani deriva infatti dal verbunkos, una danza ungherese in più parti e con diversi tempi.

## Le 19 rapsodie
| Numero | Un Pianoforte | Orchestra | Due Pianoforti | Tre Pianoforti | Chiave              | Dedica                    | Altro                                                                 |
| ------ | ------------- | --------- | -------------- | -------------- | ------------------- | ------------------------- | --------------------------------------------------------------------- |
| No. 1  | S. 244/1      | -         | -              | -              | Do diesis minore    | Ede Szerdahelyi           | Liszt fece una versione precedente dal titolo Rêves et fantaisies     |
| No. 2  | S. 244/2      | S. 359/4  | S. 621/2       | -              | Do diesis minore    | Conte László Teleki       | Trascritta anche per banda sinfonica                                  |
| No. 3  | S. 244/3      | -         | -              | -              | Si bemolle maggiore | Conte Leó Festetics       | -                                                                     |
| No. 4  | S. 244/4      | -         | -              | -              | Mi bemolle maggiore | Conte Casimir Esterházy   | -                                                                     |
| No. 5  | S. 244/5      | S. 359/5  | S. 621/5       | -              | Mi minore           | Contessa Sidonie Reviczky | Sottotitolata Héroïde-élégiaque                                       |
| No. 6  | S. 244/6      | S. 359/3  | S. 621/3       | -              | Re bemolle maggiore | Conte Antoine d'Apponyi   | -                                                                     |
| No. 7  | S. 244/7      | -         | -              | -              | Re minore           | Barone Fery Orczy         | -                                                                     |
| No. 8  | S. 244/8      | -         | -              | -              | Fa diesis minore    | Anton Augusz              | -                                                                     |
| No. 9  | S. 244/9      | S. 359/6  | S. 621/6       | S. 379         | Mi bemolle maggiore | Heinrich Wilhelm Ernst    | Sottotitolata Pesther Carneval                                        |
| No. 10 | S. 244/10     | -         | -              | -              | Mi maggiore         | Béni Egressy              | Sottotitolata "Preludio"                                              |
| No. 11 | S. 244/11     | -         | -              | -              | La minore           | Barone Fery Orczy         | -                                                                     |
| No. 12 | S. 244/12     | S. 359/2  | S. 621/4       | S. 379a        | Do diesis minore    | Joseph Joachim            | -                                                                     |
| No. 13 | S. 244/13     | -         | -              | -              | La minore           | Conte Leó Festetics       | -                                                                     |
| No. 14 | S. 244/14     | S. 359/1  | S. 621/1       | -              | Fa minore           | Hans von Bülow            | Arrangiata per pianoforte e orchestra come Fantasia ungherese, S. 123 |
| No. 15 | S. 244/15     | -         | -              | -              | La minore           | -                         | Sottotitolata Rákóczi March                                           |
| No. 16 | S. 244/16     | -         | S. 622         | -              | La minore           | -                         | Sottotitolata Budapest Munkácsy-Festlichkeiten                        |
| No. 17 | S. 244/17     | -         | -              | -              | Re minore           | -                         | tirée de l'album de Figaro                                            |
| No. 18 | S. 244/18     | -         | S. 623         | -              | Fa diesis minore    | -                         | Sottotitolata Ungarischen Ausstellung in Budapest                     |
| No. 19 | S. 244/19     | -         | S. 623a        | -              | Re minore           | -                         | d'après les 'Csárdás nobles' de K. Ábrányi (sr)                       |

### Rapsodia ungherese n. 1
La Rapsodia n. 1 è la prima delle rapsodie composte da Liszt ed è dedicata ad un allievo del compositore, Ede Szerdahelyi. Fu composta nel 1846 presso Klausenburg e pubblicata con altre nel 1853. Come molte delle rapsodie ungheresi che seguono lo stile csárdás, la n. 1 si divide in due sezioni: il lassan (lento) e la friska (Allegro). In questa rapsodia il lassan è introdotto da una serie di brevi tempi, che a partire da un Lento quasi Recitativo (passando per un Andante con moto intervallato da un Recitativo) giungono poi al tema con un Andante (assai moderato). Il tema dominante, in stile tipicamente magiaro e rintracciabile in Ferenc Erkel o in Gáspár Bernát, è abbellito e variato nel corso del brano con una gran varietà di colori che infine si spengono in una cadenza. La friska entra in p con un Allegro animato e si rinforza velocemente con varie decorazioni, mentre il tema, anch'esso in stile "zingaresco" e rintracciabile in Kàroly Thern, si consolida con un Allegro risoluto (ff), partendo in modo ritmico e finendo in un presto volante ricco e fantasioso. Il brano termina rapidamente con una serie di accordi assai allegri ma sempre in p (o mp). La prima rapsodia ha una durata di circa 13 minuti e al livello tecnico non presenta particolare difficoltà se paragonata agli standard di Liszt. Lo stile etnico ungherese è molto evidente nei temi di questa come delle successive rapsodie.

### Rapsodia ungherese n. 2
La Rapsodia n. 2 (in Do diesis minore) è di gran lunga il brano più celebre della raccolta ed è dedicato al conte László Teleki. Oggi la Rapsodia n. 2 è considerata uno dei pezzi più famosi per pianoforte e uno dei più riusciti di Liszt. Allo stesso tempo presenta difficoltà assai notevoli rispetto anche ad altre rapsodie, soprattutto nella seconda parte. 
È considerato uno dei brani più difficili mai scritti nella storia pianistica, questo grazie alle numerose difficoltà tecniche quali trilli, accordi in elevata velocità, numerosi ribattuti, grandi distanze da coprire in gran velocità e passaggi di grande virtuosismo.
Il carattere incredibilmente giocoso e brioso di questo brano ha comportato il successo della rapsodia n. 2 nella cultura popolare. Ha accompagnato pubblicità, spot e anche cartoni animati, tra cui il famosissimo cartone animato di Tom & Jerry intitolato Jerry pianista (The Cat Concerto), che ha vinto il premio Oscar quale miglior cortometraggio d'animazione dell'anno 1946, nonché una celebre scena del film Chi ha incastrato Roger Rabbit. 

### Rapsodia Ungherese n. 3
La Rapsodia n. 3, dedicata al conte Leó Festetics, è assai sconosciuta rispetto ad altri brani della raccolta ed ha una durata di circa 5 minuti. Non presenta una struttura identificabile nei consueti tempi del lassan e friska, invece è costituita da un unico andamento piuttosto triste e cupo. Inizia con un Andante, il cui tema si presenta prima grave (pesante espressivo) e poi nel registro medio (in f), lento e solenne. Questo subito cade in diminuendo fino a un Allegretto in pp, dove il tema viene variato con note ribattute e arpeggi in scala zingara, non più lenti ma sempre tristi e quasi "piangenti". Tale carattere prosegue per la parte centrale del brano con un sapore "criptico" e nascosto. Segue di nuovo il primo tema (prima grave e pesante, poi ancora solenne nel registro medio), a cui si susseguono arpeggi di scala zingara, come nella parte centrale, in un lungo diminuendo terminante con 4 lenti accordi in ppp (poco crescendo). Tecnicamente la rapsodia n. 3 è una delle più facili e brevi, ma allo stesso tempo una delle più dolenti. L'uso della scala zingara è comune in molte rapsodie di Liszt, visto che gli stessi motivi zigani trascritti in esse la prevedono.

### Rapsodia Ungherese n. 4
La Rapsodia n. 4 fu dedicata da Liszt al conte Casimir Esterhàzy e si distingue dalla precedente sia in carattere che in struttura. Ritroviamo qui i consueti tempi di lassan e friska in un brano dal sapore allegro e quasi "carnevalesco" (riconducibile in alcuni tratti alla Rapsodia n. 9 "Pesther carneval"). Il lassan si apre con un Quasi Adagio, altieramente dal tema subito riconoscibile (f e lento), che funge da elegante introduzione al subito seguente tema in ff, il quale si impone quasi prepotentemente con ritmo. Appena dopo torna il primo tema f, succeduto questa volta da dei lunghi arpeggi intervallati da graziosi trilli, poi interrotti da un accordo sf. Compare quindi un Andatino (sempre f) dall'aria scherzosa (secondo tema variato), decorato da trilli e rinforzato poco dopo (secondo tema), smorzandosi subito in un p leggiero chiuso elegantemente da due lunghe cadenze. L'Allegretto (friska) prende posto tranquillamente (in p) con un tema assai spiritoso composto da leggere ottave saltellanti. La friska è quindi un continuo crescendo pieno di fantasie e abbellimenti. Il tema raggiunge un f, un breve p e di nuovo il tema principale in f, per poi tramutarsi in un presto accompagnato da accordi sempre più marcati e decisi, fino a concludere in ff. La tecnica è paragonabile a quella della rapsodia n. 1, la durata è simile a quella della n. 3, ma di effetto decisamente più vivace.

### Rapsodia Ungherese n. 5,Héroïde-élégiaque
La Rapsodia n. 5, dedicata alla contessa Sidonie Reviczky, fu soprannominata da Liszt Héroïde-élégiaque (ovvero "Eroide Triste"), e come lascia intendere il titolo è forse la rapsodia più malinconica della raccolta. La sua struttura è molto simile a quella della rapsodia n. 3, infatti non presenta un tempo di friska, ma solamente un lungo lassan che copre l'intero brano di circa 9 minuti. Senza nessuna introduzione, il tema principale entra espresso da un Lento, con duolo (che non potrebbe descrivere meglio il carattere del tema: "sofferente e lento"). L'andamento del tema iniziale, costituito da accordi che si "rispondono" a vicenda, si può paragonare quasi ad un dialogo affranto, che lentamente cresce (da un sotto voce) fino a manifestarsi più limpido con delle ottave accompagnate da arpeggi (espressivo assai e legato). Il tutto si dilegua con un arpeggio in rallentando. Subentra poi un tema a quattro voci dolcissimo e molto lento, che conduce il brano di nuovo al tema iniziale, questo cresce ed arriva ad un f molto appassionato, seguito ancora dal secondo tema a quattro voci (ppp). Qui compare però un crescendo (da dolce con intimo sentimento a più cresc. ed agitato) che rafforza molto il secondo tema con robusti accordi, raggiungendo così la massima intensità del brano (f con somma passione), per poi decadere sempre in f. Il brano termina con il ritorno al tema iniziale che gradualmente si spegne (da un ff a un rapido diminuendo). La quinta rapsodia è tecnicamente semplice, ma ha un significato assai profondo e non facile da interpretare. Tuttavia nella raccolta rimane un brano abbastanza noto e di grande spessore.

### Rapsodia Ungherese n. 6
La Rapsodia n. 6 è uno dei pezzi più celebri nella raccolta ed è dedicata al conte Antoine d'Appony. Oltre a un lassan e a una friska assai distinguibili, il brano presenta anche due importanti tempi d'introduzione, per una durata complessiva di circa 7 minuti. Il primo tempo (in re bemolle maggiore) è indicato solo come Tempo Giusto, anche se il suo carattere è assai evidente: subito in f, composto da robusti accordi trionfanti e quasi "marcianti", con andamento solenne e orgoglioso (forse in omaggio all'Ungheria). Con un crescendo in ff il tema abbonda sempre più di note e trilli, fino a concludere strepitosamente con una lunga e agile cadenza che copre tutta la tastiera e termina con un accordo sf. Il secondo tempo è un Presto (in Do diesis maggiore) che si ripete per due volte e si alterna tra p e f, dando un colore assai vivace al brano. Lascia spazio in breve a un Andante (in Si bemolle minore) che rappresenta il lassan, e come tale appare lento, ma con aria sempre seria e fiera. Il tema si rinforza ripetendosi con delle ottave (sempre espressivo) e si dilegua, come il primo tempo, in una elegante e rapida cadenza di sestine. A questo punto da un pp compare un Allegro (ovvero la friska, in Si bemolle maggiore) con un motivo molto orecchiabile in ottave. Il tema si sviluppa in un grande crescendo accompagnato da accordi sempre più pesanti, ripetendosi continuamente prima normale e poi adattato in scala zingara. Il motivo è abbellito con giochi e scale cromatiche fino a un f (dove il tema si ripete due volte, la seconda volta nel registro acuto) e poi a un ff, dove il tema "vola" virtuosisticamente nel registro grave in scala zingara e la mano destra accompagna con agili terzine discendenti che si ripetono in tutte le forme. Il tema è condotto a un presto molto virtuosistico che termina il brano (in fff) con una scala cromatica di ottave a moto contrario e con spettacolari accordi finali. La rapsodia n. 6 è spesso considerata tra i migliori pezzi di Liszt, non solo per essere particolarmente brillante, ma anche per la particolare tecnica virtuosistica della friska finale. Rimasta celebre è l'eccezionale esecuzione del pianista Gyorgy Cziffra.

### Rapsodia Ungherese n. 7
La Rapsodia n. 7 (dedicata al barone Fery Orczy) è forse il brano della raccolta più complesso e intrecciato nella struttura, ma contemporaneamente uno dei più decorati e abbelliti. Il lassan e la friska in questa rapsodia sono meno distinguibili, ma individuabili nei due tempi del brano. Il lassan entra in Lento (f e marcato assai), ed ha un tema di carattere solenne circondato da vorticose biscrome e note di abbellimento. Lo stesso tema si sposta nel registro grave, rinvigorendosi ancor più e ripetendosi più abbondante (sempre energico e con ottave ad libitum). Il breve primo tempo, finendo, conduce automaticamente ad un Vivace (identificabile come friska), composto da due temi alternati. Il tema A (in p e crescendo) appare saltellante, ricco di accordi, semicrome e mordenti. Subito si ripete variato in diverse forme: prima festoso e martellato con robusti accordi in ff, poi con accordi doppi in mf dall'aspetto più giocoso e scherzoso. Il tutto si rinforza energicamente sempre più fino ad essere interrotto da due bruschi accordi (ff). Ecco quindi comparire il tema B (in p - scherzando), meno saltellante del precedente, ma certamente più brillante. Sviluppandosi (sempre in p), si abbellisce con graziose semicrome e si ripete quasi variato ancor più nascosto dalle fantasiose "cascatelle" di note, che volteggiando spengono il tema B con una cadenza. Quindi torna il tema A (in pp), che questa volta si trasforma in briose ottave (assai rapide), le quali rafforzano l'intero brano (in fff) e festosamente esplodono nel finale con accordi ribattuti e pesanti. La tecnica si presenta nella media delle altre rapsodie, anche se tra i pezzi della raccolta, la n. 7 non è rimasta particolarmente famosa.

### Rapsodia Ungherese n. 8
La Rapsodia n. 8, in Fa diesis minore, è dedicata al barone Anton Augusz, ammiratore e amico di Liszt. Ancor più della n. 7, l'ottava rapsodia è il brano più abbellito e arricchito da cadenze e trilli dell'intera raccolta. Non è tra le più famose, ma non a caso a volte è soprannominata "Il Capriccio" (per l'andamento che distingue tutto il pezzo). Un Lento a Capriccio, per l'appunto, dà inizio al tema del lassan (f mesto), avente un aspetto serio e malinconico fin dall'inizio, ma circondato da sfreccianti note di abbellimento quasi a voler "liberare" il tema dal suo carattere lento per accelerarlo "capricciosamente". All'inizio prevale il carattere triste e marcato, che ancor più si sente quando il tema viene riproposto meno acuto (dopo un lungo trillo) in un Sempre lento malinconico assai (f espressivo). È qui che cominciano a prevalere le note di abbellimento, mentre il tema si rinforza ripetendosi marcato con ottave nel registro grave, accompagnato dalla mano destra con "volanti" arpeggi di biscrome. Dopo poco il tema torna acuto in f, irrobustito da pesanti accordi, succeduti da rapidissime cadenze che dileguano il tema tra mille sfumature. Giunge ora un Allegretto con grazia (in p) che si può definire friska, il cui tema è spoglio dalle cadenze e quindi più tranquillo, ma allo stesso tempo ha un sapore assai più sereno e brioso. Tale tema si sviluppa in tutte le posizioni e poco a poco si arricchisce con fantasie e si alterna con ampi arpeggi in sestine (f brillante). Un crescendo e una cadenza "schizzante" portano ad un Presto giocoso assai (in ff), costituito da vibranti accordi scherzosi e vorticanti (strepitoso), che terminano "fulmineamente" in un fff. Tecnicamente è simile alla rapsodia n. 7, anche per l'agilità richiesta negli abbellimenti, tuttavia è interpretata più spesso rispetto alla precedente.

### Rapsodia Ungherese n. 9,Pesther Carneval
La Rapsodia n. 9 è uno dei brani più importanti della raccolta e Liszt la dedicò al compositore ceco Heinrich Wilhelm Ernst. È un brano imponente e di enorme brillantezza musicale, ha una durata di circa 11 minuti ed è intitolato Pesther Carneval (ovvero "Il carnevale di Pest"). È una delle poche rapsodie ad avere un titolo che indirizza l'ascoltatore al tema del brano, benché Liszt fosse il compositore della sua epoca più sviluppatore della Musica a programma. Come indica il titolo, il brano è una grande rappresentazione di un carnevale a Pest, con danze e balli in maschera tipici di questa festività. Un Moderato mostra subito il tema deciso e f. Immediatamente questo si smorza e un'introduzione silenziosa anticipa il tema, il quale si consolida (in p) nell'immediato Sempre moderato a capriccio, dove (f con grazia) inizia a svilupparsi. Sin dal principio appare il suo ritmo da ballo in maschera, tranquillo ed elegante. Sviluppandosi, cresce e si abbellisce sempre di più con trilli e rapide note arpeggiate, diventando da scherzoso e saltellante a maestoso e colorato. Una lunghissima cadenza sfocia in un Allegretto, che modifica il tema e lo rende assai giocoso e vivace. Questo andamento, scandito da robusti accordi e arricchito da molte note (ff), in breve emerge e si alterna con delle guizzanti semicrome, staccate e in p (dolce con grazia). Il tema acquista ancor più fantasia con una volante cadenza, e poco dopo si chiude con un lungo arpeggio in diminuendo. Il Presto Finale apre un ballo in maschera questa volta assai rapido e festoso, poi con l'Allegretto torna il carattere grazioso e a capriccio. Ma ecco di nuovo il Presto, questa volta ripetuto in p e in un fugace crescendo, che raggiunge un Più animato (fff tumultuoso) colmo di robusti accordi. Tutto ciò declina nel poderoso Allegro moderato, dove il tema è tramutato in grandiosi e solenni accordi che marcano tutta la tastiera e risuonano in ogni forma festosa e trionfante. Incalzando e stringendo fine al Presto giunge una cascata di note e accordi, che in un brioso crescendo confluisce nell'ultimo Presto (fff), nel quale finalmente arpeggi e sfavillanti ottave alternate cessano il brano. Lo stile e la struttura della nona rapsodia fanno sì che sia del tutto indipendente dai classici tempi di lassan e friska, mentre il suo spirito carnevalesco ne fa uno dei brani meglio noti del compositore ungherese.

### Rapsodia Ungherese n. 10,Preludio
La Rapsodia n. 10, dedicata al compositore ungherese Béni Egressy, è considerata tra i brani più noti della raccolta, soprattutto per il suo caratteristico stile tipicamente ungherese, presente in special modo in questa rapsodia. È raramente proposta con il titolo di Preludio, proveniente dal nome del primo tempo, che poi, data la struttura libera e breve del brano (simile appunto ad un Preludio), si è esteso a tutta la rapsodia. Il primo tempo (in Mi maggiore) è una brevissima introduzione al tema formata da tre robusti glissandi a due voci e cinque accordi marcati in ff. Subito di seguito un Andante deciso (sempre in Mi maggiore e in f) anticipa il tema in forma variata con diversi colori e sfumature (dolce con eleganza), mentre sin dall'inizio lascia trasparire il carattere spensierato e "danzante" che costituisce l'intero brano. Il tema non tarda ad arricchirsi con graziosi abbellimenti e trilli, che ne rendono ancor più fantasioso l'aspetto. Una sfumante cadenza interrompe il sapore giocoso del primo tempo e lascia spazio ad un Allegretto Capriccioso (in Mi minore), dove si ha un primo "assaggio" del tema principale nel registro grave, staccato e in p. Questo, sempre assai capriccioso e saltellante, si sposta in chiave di violino con delle ottave e comincia anch'esso a variare al fine di imitare degli strumenti tipici delle danze tipo quella riprodotta nel tema. Per esempio il Cimbalom, strumento tipico della tradizione magiara, è imitato in un tremolante trillo nel registro acuto (pp quasi zimbalon). Ecco allora che un Vivace in Do maggiore, composto solamente da lunghi glissandi in crescendo, introduce il tempo successivo e si ripete per due volte sino a condurre finalmente al tema principale nel Più Animato, questa volta chiaro e deciso (sempre forte brioso) e di nuovo in Mi minore. Con carattere brillante e superbo, il tema prosegue in ottave alternate tra le due mani e poi in un Vivacissimo giocoso assai (in ff), tornando in Mi maggiore. Il tutto, con un accelerando, stringe molto in una serie di accordi ribattuti (sf e molto decisi) che pongono fine al pezzo. La decima rapsodia è, sostanzialmente, una lunga introduzione e variazione al tema finale del brano, che esplode poi trionfante. Si dimostra interessante tecnicamente soprattutto per il suo curioso tempo costituito interamente da glissandi, inoltre la sua forma libera è indipendente dai tempi di lassan e friska.

### Rapsodia Ungherese n. 11
La Rapsodia n. 11, dedicata (come la n. 7) al barone Fery Orczy, ha una durata di circa 5 minuti e non è particolarmente nota tra le altre rapsodie. Come la precedente, la n. 11 è del tutto costituita da una danza magiara questa volta specificatamente zigana e di chiaro timbro popolare. Il primo tempo è un Lento a Capriccio (in p) e inizia con dei lunghi tremoli di semibiscrome che, come nella decima rapsodia, cercano di imitare gli effetti del Cimbalom (quasi zimbalon una corda), riproducendo così i suoni tipici della tradizione e colorando in tal modo tutto il brano. I tremoli, circondati da abbellimenti e sequenze di semibiscrome, compongono anche il tema (f energico) che giunge poco dopo deciso e sempre con l'intento di imitare il Cimbalom. In p non legato il tema poi muta in graziosi e fantasiosi arpeggi che si abbelliscono e si trasformano continuamente. Segue quindi un Andante sostenuto (definibile lassan) dal timbro più pianistico e meno "Cimbalom", nonostante rimanga assai arricchito con trilli e decorazioni (quasi forte, altieramente). Qui il tema diventa più ritmico e scandito da accordi sostenuti e diventa più manifesta la melodia ungherese. Un Vivace assai rende di nuovo il tema arpeggiato e colorato, ma sempre pianistico. Stringendo, quattro grossi accordi precedono un ampio arpeggio doppio (in ff) che immediatamente si tramuta nel Prestissimo finale (definibile friska), costituito da un vivacissimo motivetto (mf) dal sapore assai zigano che, ripetendosi due sole volte, si rinforza e conclude il brano. Globalmente l'undicesima rapsodia si dimostra interessante nella palese imitazione del Cimbalom (che costituisce tutta la prima parte) e nell'evidenza delle melodie etniche zigane e ungheresi, forse più presenti qui che in tutte le altre rapsodie.

### Rapsodia Ungherese n.12
La Rapsodia n.12, dedicata a Joseph Joachim, è una delle più complesse e delle più belle anche se non è spesso eseguita. È in do diesis minore ed è costruita attorno ad una molteplicità di temi che si alternano per tutta la durata del pezzo. Il primo tema è enunciato nelle prime 6 battute ed è caratterizzato da una proposta in do diesis minore, di carattere solenne e drammatico (btt. 1-3) e da una risposta positiva alla dominante sol diesis (btt. 3-6). Alla battuta 7 entra un nuovo tema, più vario e ornato tanto da assomigliare all'ingresso di un cantante sulla scena del teatro; esso è in tonalità di la maggiore, introdotta dagli accordi di 7° sul mi che la accostano alla tonalità di impianto, e termina sospeso su un II in 7° di do diesis che, tramite una cadenza strumentale (btt. 12-16) ritorna alla dominante del do diesis minore. Dalla battuta 17 alla 29 i due temi finora esposti vengono riproposti variati con l'aggiunta di alcune ornamentazioni quali trilli, gruppetti e rapide scale cromatiche che mimano le percussioni dell'orchestra. Alla battuta 34 termina sostanzialmente il primo episodio, il Lassan, e comincia una nuova sezione con differente agogica e nuovi temi che nel corso del brano si intrecceranno fino all'apoteosi finale. Da battuta 35 alla 109 inizia un nuovo episodio in mi maggiore, Allegro alla zingarese, che contrasta nettamente con la zona precedente. Il tema di questo episodio è caratterizzato dalla continua riproposizione di un breve inciso (btt 35-42) in mi maggiore a cui seguono 10 battute (btt. 42-52) di risposta che modulano di nuovo a do diesis minore. Da battuta 53 a battuta 87 il tema ora esposto viene variato due volte con sempre più ornamentazioni a decorarlo, accentuando il virtuosismo dell'esecutore. Alle battute 88 a 104 una piccola sezione di ponte ottenuta richiamando il gesto dell'introduzione (però in p) modula dolcemente a fa diesis maggiore creando una grande cadenza plagale per l'avvento della ripresa (anche se l'arrivo del do diesis minore può sembrare improvviso). Dalla battuta 105 alla 127 vi è una ripresa nuovamente variata di tutta la prima area tematica che confluisce direttamente a re bemolle maggiore in cui compare il quarto ed ultimo tema e da inizio alla Friska vera e propria, la sezione più vivace e allegra della rapsodia. Alle batt. 128-137 entra il tema della Friska vero e proprio in re bemolle maggiore accompagnato dalla sua ripetizione variata (btt. 139-155) e dalla ripetizione variata con doppie terze del piccolo ponte (btt. 156-186) che con una lunga cadenza porta alla stretta finale (btt. 189-290) che in un susseguirsi di abbellimenti che esaltano il virtuosismo dell'esecutore ripropongono tutti i temi della rapsodia, compreso il primo drammatico inciso e portano alla conclusione in re bemolle maggiore in ff.

### Rapsodia Ungherese n.13
La Rapsodia n. 13 è in la minore e dedicata al conte Leo Festetic ed ha una durata di circa 7-8 minuti. È in tonalità di la minore che mantiene per quasi tutto il brano senza questa volta alternare minore e maggiore tra le danze come in molte altre rapsodie. La caratteristica peculiare di questo brano è l'insistenza dell'utilizzo della scala armonica che caratterizza il primo tema del Lassan (btt. 4-8) ripetuto con ogni sorta di abbellimento fino a battuta 25. Da qui entra il secondo tema che contrasta col primo ed è in la maggiore ed è esposto con insistenza fino a battuta 37. Dalla battuta 38 fino alla 100 i due temi si incrociano e si fondono creando un unico amalgama che culmina nella lunga cadenza (btt. 83-84) a cui segue poi una coda in pp che da un'idea di dissoluzione e che termina la parte lenta ed espressiva della rapsodia. In questo pezzo la distinzione tra le due danze torna ad essere netta e fortemente contrastante sebbene entrambe mantengano la stessa tonalità. La Friska è anch'essa bitematica con un primo tema vario e guizzante alle batt. 101-124 ed un secondo tema più melodico alle batt- 125-147 a cui segue una coda in dominante (mi maggiore). Ciò che segue è una lunga cadenza che varia alcuni elementi dei due temi brevemente esposti e porta alla conclusione di bravura in la maggiore in ff. Di questa rapsodia esiste anche una rara registrazione di Ferruccio Busoni incisa su vinile nel 1922 e miracolosamente scampata all'incendio della Columbia.

### Rapsodia Ungherese n.14
La Rapsodia n.14 in fa minore è dedicata a Hans Von Bulow ed è la più corposa della raccolta, molto varia ed articolata con dei temi caratteristici, cara a Liszt tanto che ne fece una versione per pianoforte ed orchestra denominata Fantasia Ungherese. Il pezzo inizia con l'esposizione del tema caratteristico e monolitico in fa minore (btt. 1-28) lento e ad imitazione dell'orchestra in un corteo funebre. Appena terminata la lenta esposizione il medesimo tema viene riesposto in fa maggiore (btt. 29-80) e successivamente variato in forma più o meno elaborata fino alla brusca conclusione dell'episodio. Alla battuta 81 il tempo cambia da 4/4 a 2/4 e comincia un Allegretto in re maggiore che dura fino a battuta 125 e che costituisce la prima parte di un lungo episodio centrale su temi ungheresi e che è caratterizzato da atteggiamenti contrastanti: da btt. 81 a btt. 92 si alternano una proposta in re, dominante di sol, seguita da una risposta in sol maggiore poi, dopo una breve cadenza in cui si richiama il tema principale della rapsodia, un breve inciso Allegro termina questa prima esposizione e consente al ciclo di ripartire (btt. 93-96). Come da prassi nelle rapsodie di Liszt segue la ripetizione variata di quanto appena esposto e la conclusione in mi maggiore che è a sua volta dominante di la minore e ciò crea un clima di attesa e sospensione in vista della nuova sezione in arrivo (btt. 97-125). Dalla battuta 126 alla 200 c'è un lungo episodio in la minore in cui viene esposto e variato un altro tema, completamente nuovo e che sembra una logica conseguenza dell'episodio precedente solo per la tonalità; tale tema viene rotto solo una volta da un articolato inciso da battuta 145 a 160 che sostanzialmente riprende il gesto dell'episodio precedente, l'Allegretto, ma che fa per la prima volta echeggiare il tema della Friska che arriverà più avanti. Questa lunga sezione centrale termina con una progressione in crescendo che si conclude alla battuta 200 prima di un ultimo ritorno del tema iniziale in re bemolle maggiore (btt. 201-214) che con una lunga cadenza porta alla fine alla Friska vera e propria in fa maggiore, ultimo episodio della lunga rapsodia (btt. 215-fine) e che è condotta da una rielaborazione di alcuni frammenti tematici precedenti: l'Allegro Vivace delle battute 145-160 per la prima lunga frase (btt. 215-230) e l'Allegretto alla zingarese per la frase successiva (btt. 231-247). Alle battute 248-280 compare una rielaborazione anche dell'Allegretto che aveva iniziato l'episodio centrale ed a cui seguono ulteriori variazioni degli elementi tematici esposti alternandoli prima in f e poi in p fino alla stretta finale di bravura in cui si conclude la rapsodia. Per riassumere la rapsodia 14 è strutturata così: Primo Tema in fa minore e varie rielaborazioni --> episodio 1; Allegretto con incisi rapidi e contrastanti che termina in mi maggiore; tema ungherese in la minore ---> episodio 2; Friska scaturita dall'elaborazione di tutto il materiale esposto fino a quel momento ---> episodio 3 e conclusione.

### Rapsodia Ungherese n.15 "Rákóczi March"
La Rapsodia n.15 è completamente differente dalle altre rapsodie, infatti essa non rielabora liberamente temi ungheresi raggruppati in strutture più o meno complesse ma si tratta di una libera trascrizione della Marcia di Rákóczi, inno non ufficiale dell'Ungheria e precedente all'inno Himnusz scritto da Ferenc Kölcsey. La marcia fu probabilmente scritta attorno al 1730 da un anonimo in onore di Francis Rákóczi II e venne rielaborata diverse volte nel corso del XIX secolo come da Hector Berlioz per esempio, nella sua Dannazione di Faust. Il brano di Liszt si apre con una lunga cadenza di bravura di 13 battute che introduce il tema in la minore della marcia che dura da battuta 14 alla 30 (inizio della Parte "A" di esposizione). Dalla battuta 30 alla 58 segue una frase di intermezzo ed una ripresa del tema che conclude definitivamente l'area tematica in la minore. Da battuta 58 inizia la sezione "B" di sviluppo della marcia, questa volta in la maggiore, e basata su frammenti del tema principale che dura fino alla battuta 127: il tema in la maggiore viene proposto, in pp, in netto contrasto con quello precedente, variato e con ogni variazione separata dal roboante inciso di dominante (btt. 79-83) fino alla lunga cadenza di bravura. In questo punto Liszt propone la sua cadenza ma invita l'interprete ad inserirne una sua personale come nella Rapsodia n.2. La cadenza dura fino alla battuta 147 dove riprende la sezione "A" di ripresa e rientra il primo tema come da prassi in una marcia. Il breve inciso di sviluppo viene realizzato con dei lunghi glissati e alla fine tutta la marcia termina in la maggiore con un'ulteriore cadenza di bravura composta tutta sulle ottave per concludere spettacolarmente il pezzo.